# Alesatura

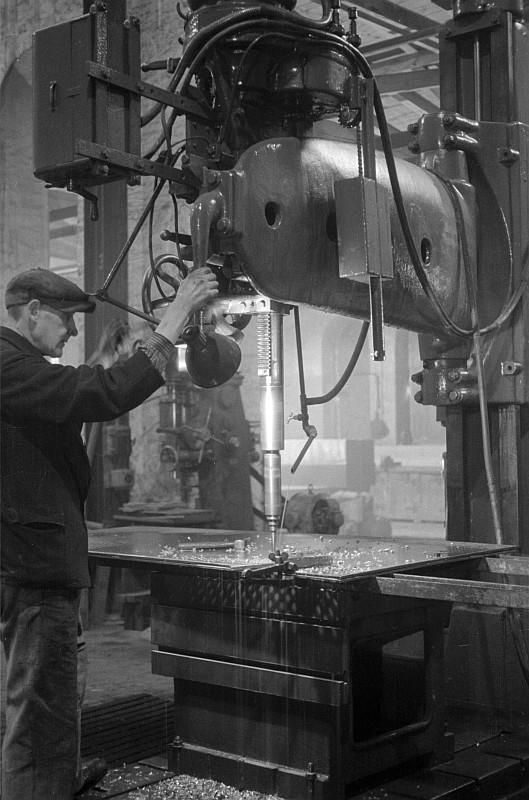
Operazione di alesatura

L'alesatura è una lavorazione meccanica per correggere l'assialità e il diametro dei fori, chiamato "alesaggio", precedentemente realizzati con il trapano. Si esegue a mano con gli alesatori montati sul giramaschi oppure a macchina con l'alesatrice.
Il moto rotatorio dell'alesatore aumenta il diametro del foro e lo porta pian piano al valore corretto, eventualmente variando la posizione dell'asse. Per alesare fori cilindrici e conici all'utensile viene impresso un moto di traslazione parallela all'asse.

## Caratteristiche
L'alesatura è un'operazione di finitura leggera, che viene eseguita utilizzando un utensile multitagliente in grado di lavorare fori con un'elevata precisione, inoltre si ottengono ottime finiture superficiali e tolleranze dimensionali strette, le quali sono ottenute con un'elevata velocità d'avanzamento, ma questa lavorazione deve essere eseguita con un foro prelavorato entro limiti stretti, dato che la profondità del taglio radiale dell'utensile deve essere piccola.

## Alesatura a mano
Si usano alesatori a mano con codolo ad attacco quadro montati sul giramaschi a manubrio, meglio se regolabile. Si accosta l'imbocco dell'utensile al foro e lo si introduce con attenzione di una quantità sufficiente a garantirne la guida e l'assialità, poi si ruota l'utensile in senso orario applicando una leggera spinta parallela all'asse per agevolare la traslazione nel foro che deve procedere con regolarità e senza strappi o impuntamenti. Nel caso di fori passanti bisognerà procedere sin quando l'utensile non sia completamente uscito dalla parte opposta; per i fori ciechi bisognerà invece impiegare una serie di alesatori di diametro via via crescente. La lubrificazione con olio da taglio o altro opportuno lubrificante è sempre consigliata, soprattutto nel caso di fori lunghi o qualora s'intenda allargare sensibilmente il diametro. A fine lavoro si ripulisce tutto con aria compressa assicurandosi che il truciolo sia completamente evacuato.
Per fori a sezione quadrata o rettangolare o comunque non rotonda si usano speciali alesatori chiamati brocce e l'operazione prende il nome di brocciatura.